# Lepidotrigla japonica
Lepidotrigla japonica är en fiskart som först beskrevs av Bleeker, 1854.  Lepidotrigla japonica ingår i släktet Lepidotrigla och familjen knotfiskar. Inga underarter finns listade i Catalogue of Life.